# Emil Fuchs
Pour les articles homonymes, voir Fuchs.
Emil Fuchs, né à Beerfelden (Grand-duché de Hesse) le 13 mai 1874 et mort à Berlin le 13 février 1971, est un théologien allemand.

## Famille
Emil Fuchs est issu d'une famille de pasteurs luthériens. Il épouse en 1906 Else Wagner (1875-1931 suicide). Le couple a quatre enfants : Élisabeth (1908-1938 suicide), Gerhard (1909-1951), Klaus Fuchs (1911-1988) et Kristel (1913-2008).

## Biographie

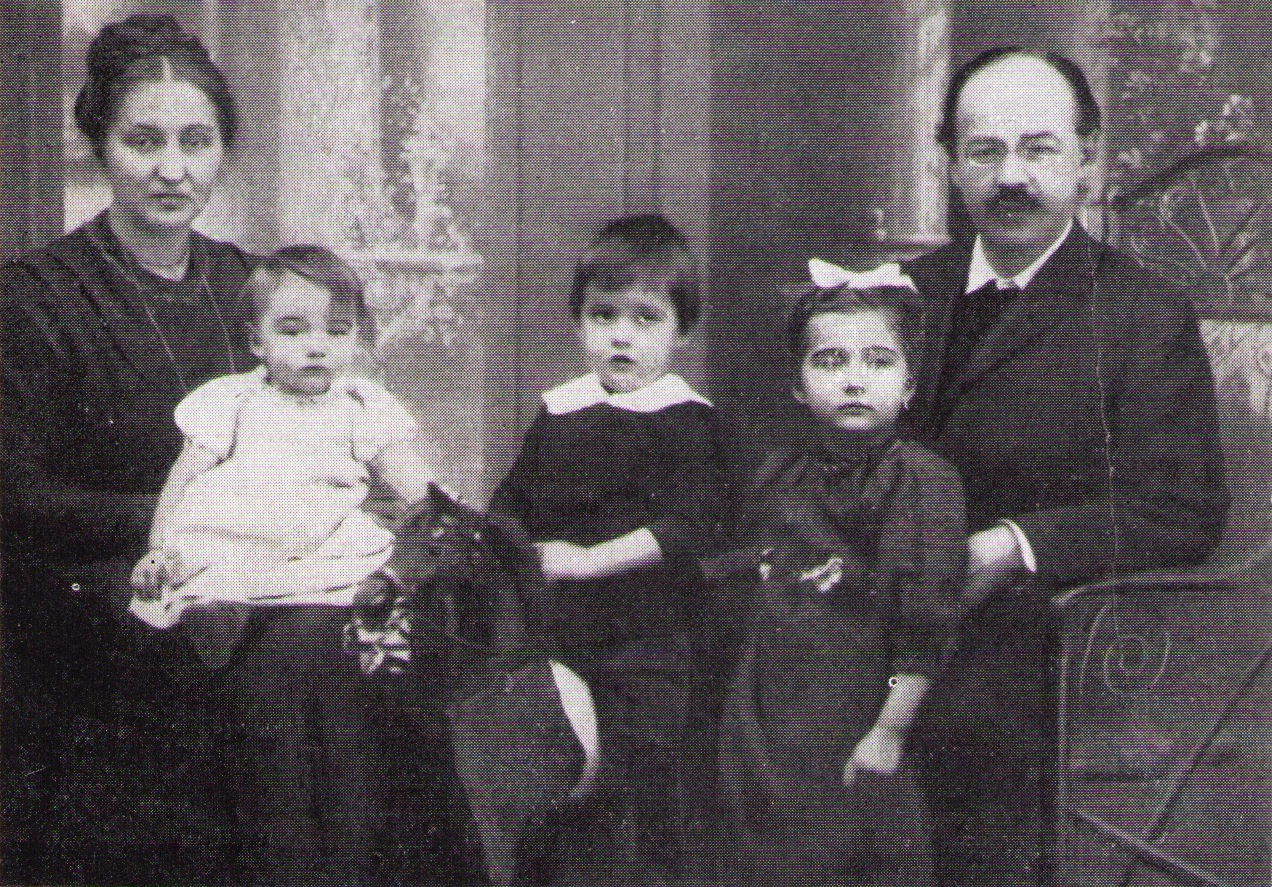
Emil Fuchs avec son épouse et leurs trois premiers enfants, en 1912.

Emil Fuchs étudie la théologie à l'université de Giessen, il est influencé par les idées chrétiennes-sociales de Friedrich Naumann. Il est pasteur quelque temps à Rüsselsheim, où se trouve l'usine d'automobiles Opel, il constate comment la famille Opel gagne toujours plus en influence.
Il adhère à la Société religieuse des Amis (quakers) et en 1921 au SPD et aux socialistes chrétiens. Il partage les positions pacifistes de ces groupes. Après 1933, il ne peut plus exercer son ministère, est arrêté puis reste sous la surveillance de la Gestapo.
Il s'installe après la guerre en République démocratique allemande (en 1949), où il est professeur de théologie systématique et de sociologie des religions à l'université de Leipzig. Il obtient du gouvernement un statut pour les objecteurs au service militaire armé. Tout en restant fondamentalement loyal envers l'État de la RDA, il proteste au début des années 1950 contre les persécutions des jeunesses protestantes (Junge Gemeinde) et en 1968 contre la démolition de l'église universitaire de Leipzig (Paulinerkirche).
L'Union démocratique-chrétienne allemande de RDA le nomme membre d'honneur. En 1958, Emil Fuchs prend sa retraite et se retire alors de l'Église protestante.
Emil Fuchs est l'auteur de nombreux écrits concernant le socialisme religieux.
La ville de Leipzig a donné son nom à une rue en 1975.

## Autobiographie
- (de) Emil Fuchs, Mein Leben, Leipzig, Koehler & Amelang, 1957-1959